# Ривьера, Доменико
Доменико Ривьера (итал. Domenico Riviera; 23 декабря 1671, Урбино, Папская область — 2 ноября 1752, Рим, Папская область) — итальянский куриальный кардинал. Секретарь Священной Консисторской Конгрегации и секретарь Священной Коллегии кардиналов с 19 февраля 1710 по 24 июля 1730. Секретарь Конклавов 1721 и 1724. Секретарь Священной Конгрегации Священной Консульты с 17 июля 1730 по 2 марта 1733. Префект Священной Конгрегации границ с 12 апреля 1735 по 2 ноября 1752. Префект Священной Конгрегации эффективного управления с 18 февраля 1737 по 2 ноября 1752. Камерленго Священной Коллегии кардиналов с 25 января 1745 по 17 января 1746. Кардинал-священник с 2 марта 1733, с титулом церкви Санти-Кирико-э-Джулитта с 13 апреля 1733 по 2 января 1741. Кардинал-священник с титулом церкви Санти-XII-Апостоли с 2 января 1741 по 2 ноября 1752. 